# Clytocerus chyuluensis
Clytocerus chyuluensis är en tvåvingeart som beskrevs av Satchell 1955. Clytocerus chyuluensis ingår i släktet Clytocerus och familjen fjärilsmyggor. Inga underarter finns listade i Catalogue of Life.